# 중국의 지진 목록

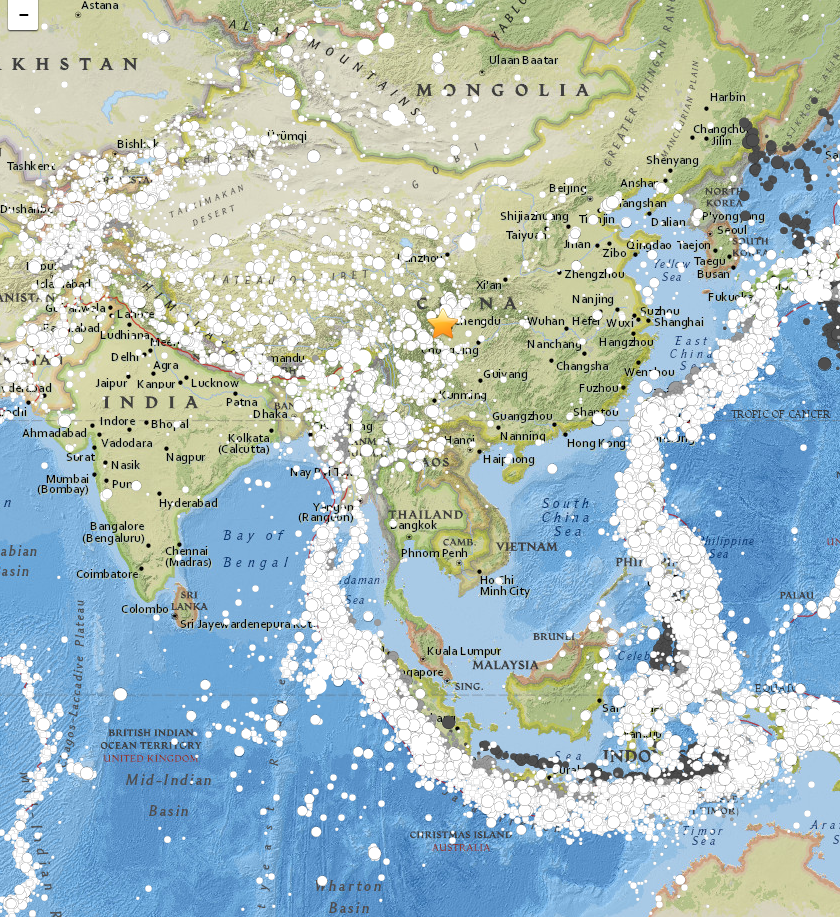
규모 4.5 이상의 지진의 진앙을 그린 지도 (1900~2015년). 노란색 별은 2008년 쓰촨 대지진이다.

이 문서는 중국의 지진 목록으로, 중국의 자연재해 목록의 일부이다. 주민들이 야오둥 동굴에 거주했던 황토고원의 지진은 훙둥 지진과 하이위안 지진을 포함하여 큰 인명 피해를 입히는 경향이 있었다. 천 명 이상의 사망자를 낸 가장 최근의 지진은 2010년 위수 지진으로, 2,968명이 사망했다.
인도판과 아시아판의 충돌은 중국 서부, 특히 티베트와 윈난성, 신장 위구르 자치구, 쓰촨성, 간쑤성, 칭하이성에 걸쳐 지진 활동을 일으켰다. 그러나 이 지역들은 중국 동부에 비해 인구 밀도가 낮다. 이 지역들은 또한 일반적으로 교통 및 건축 법규가 열악하다. 중국 전역에서 열악한 건축 법규는 지진으로 인한 피해와 인명 손실을 증가시킨다. 중국 동부의 북부 지역은 서부 지역만큼 지진 활동이 활발하지 않지만, 이 지역에서도 여전히 지진이 발생할 수 있다.
지진 예측은 1966년에서 1976년 사이에 유행했으며, 이는 문화대혁명과 겹쳤다. 이는 1975년 하이청 지진의 성공적인 예측으로 정점에 달했다. 이 지진은 일련의 뚜렷한 전진과 경고를 발령하려는 당국의 의지가 있었다. 그러나 이러한 기준을 모두 충족하는 지진은 거의 없다. 예측 불가능하고 파괴적인 1976년 탕산 대지진은 중국에서 지진 예측의 인기를 감소시켰다.

## 지진
| 날짜            | 문서                      | 좌표                                                             | 위치                                  | 규모          | 사망자       | 설명 |
| --------------- | ------------------------- | ---------------------------------------------------------------- | ------------------------------------- | ------------- | ------------ | --- |
| 기원전 1920년경 | 지스샤 홍수               | 북위 35° 동경 102° / 북위 35° 동경 102°                          | 칭하이성 / 간쑤성                     |               |              | |
| 512-05-21       | 512년 산시성 지진         | 북위 38° 54′ 동경 112° 48′ / 북위 38.9° 동경 112.8°              | 다이현 (신저우시), 산시성 (섬서성)    | 7.5 Ms        | 5,310 (추정) | |
| 1038-01-09      | 1038년 딩샹 지진          | 북위 38° 24′ 동경 112° 55′ / 북위 38.40° 동경 112.92°            | 딩샹현, 산시성 (섬서성)               | 7.25 Ms       | 32,300       | |
| 1290-09-27      | 직례 지진                 | 북위 41° 30′ 동경 119° 18′ / 북위 41.5° 동경 119.3°              | 닝청현, 내몽골 자치구                 | 6.8 Ms        | 100,000      | |
| 1303-09-25      | 훙둥 지진                 | 북위 36° 18′ 동경 111° 42′ / 북위 36.3° 동경 111.7°              | 산시성 (섬서성)                       | 8.0 ML        | 270,000      | 타이위안시와 핑양이 평탄화되었다.                                                                                    |
| 1337-09-08      | 1337년 화이라이 지진      | 북위 40° 24′ 동경 115° 42′ / 북위 40.4° 동경 115.7°              | 허베이성, 베이징시                    | 6.5 Ms        |              | . |
| 1536-03-20      | 1536년 시창 지진          | 북위 28° 06′ 동경 102° 06′ / 북위 28.1° 동경 102.1°              | 쓰촨성                                | 7.5           | 수천명       | |
| 1556-01-23      | 가정대지진                | 북위 34° 30′ 동경 109° 18′ / 북위 34.50° 동경 109.30°            | 산시성 (섬서성)                       | 8.0 Mw        | 100,000+     | 이주, 전염병, 기근으로 인해 인구가 추가로 73만 명 감소했다.                                                          |
| 1604-12-29      | 1604년 취안저우 지진      | 북위 23° 32′ 동경 117° 14′ / 북위 23.54° 동경 117.24°            | 푸젠성                                | 8.1 Mw        | 불명         | 중국 남부에서 가장 큰 지진                                                                                           |
| 1605-07-13      | 1605년 광둥성 지진        | 북위 19° 54′ 동경 110° 30′ / 북위 19.9° 동경 110.5°              | 광둥성                                | 7.5 Ms        | 수천명       | |
| 1622-10-25      | 1622년 북구위안 지진      | 북위 36° 30′ 동경 106° 18′ / 북위 36.5° 동경 106.3°              | 닝샤 후이족 자치구                    | 7.2 Mw        | 12,000       | |
| 1626-06-28      | 1626년 링추 지진          | 북위 39° 24′ 동경 114° 12′ / 북위 39.4° 동경 114.2°              | 산시성 (섬서성)                       | 7.0 Ms        | >5,200       | |
| 1668-07-25      | 1668년 탄청 지진          | 북위 34° 18′ 동경 118° 36′ / 북위 34.30° 동경 118.60°            | 탄청현, 산둥성                        | 8.5 Mw        | 50,000       | 중국 동부 역사상 기록된 가장 큰 지진 사건.                                                                           |
| 1679-09-02      | 1679년 산허-핑구 지진     | 북위 40° 00′ 동경 116° 59′  / 북위 40.000° 동경 116.983°         | 허베이성, 베이징시                    | 8.0 Mw        | 45,500       | |
| 1695-05-18      | 1695년 린펀 지진          | 북위 36° 00′ 동경 111° 30′ / 북위 36.0° 동경 111.5°              | 린펀시                                | 7.8 Ms        | 52,600       | |
| 1709-10-14      | 1709년 중웨이 지진        | 북위 37° 24′ 동경 105° 18′ / 북위 37.4° 동경 105.3°              | 닝샤 후이족 자치구                    | 7.5 Ms        | 2,032        | |
| 1718-06-19      | 1718년 퉁웨이-간쑤 지진   | 북위 35° 00′ 동경 105° 12′ / 북위 35.0° 동경 105.2°              | 간쑤성                                | 7.5 Ms        | 75,000       | |
| 1733-08-02      | 1733년 둥촨 지진          | 북위 26° 12′ 동경 103° 06′ / 북위 26.2° 동경 103.1°              | 윈난성                                | 7.75 Ms       | 수천명       | |
| 1738-12-23      | 1738년 당장 지진          | 북위 33° 18′ 동경 96° 36′ / 북위 33.3° 동경 96.6°                | 칭하이성                              | 6.5 Ms        | 336          | |
| 1739-01-04      | 1739년 인촨–핑뤄 지진     | 북위 38° 54′ 동경 106° 30′ / 북위 38.9° 동경 106.5°              | 닝샤 후이족 자치구                    | 8.0 Ms        | 50,000       | |
| 1786-06-01      | 1786년 캉딩-루딩 지진     | 북위 29° 54′ 동경 102° 00′ / 북위 29.9° 동경 102.0°              | 쓰촨성                                | 7.75 ML       | 100,000+     | 지진으로 인해 다두허를 막는 인공 진흙댐이 형성되었다. 10일 후 이 댐이 붕괴되어 치명적인 산사태 홍수 사건이 발생했다. |
| 1815-10-23      | 1815년 핑루 지진          | 북위 34° 48′ 동경 111° 12′ / 북위 34.8° 동경 111.2°              | 산시성 (산서성)                       | 6.8 Ms        | 13,000       | |
| 1830-11-10      | 1830년 츠셴 지진          | 북위 36° 24′ 동경 114° 12′ / 북위 36.4° 동경 114.2°              | 허베이성                              | 7.4 Mw        | 7,477        | |
| 1833-09-06      | 1833년 쑹밍 지진          | 북위 25° 24′ 동경 103° 00′  / 북위 25.400° 동경 103.000°         | 윈난성                                | 8.0 Mw        | 6,000        | |
| 1850-09-12      | 1850년 시창 지진          | 북위 27° 48′ 동경 102° 18′ / 북위 27.8° 동경 102.3°              | 쓰촨성                                | 7.6–7.9 Mw    | 20,650       | |
| 1870-04-11      | 1870년 바탕 지진          | 북위 30° 00′ 동경 99° 06′ / 북위 30.0° 동경 99.1°                | 쓰촨성                                | 7.3 Mw        | 5,000        | |
| 1879-07-01      | 1879년 우두 지진          | 북위 33° 12′ 동경 104° 42′ / 북위 33.2° 동경 104.7°              | 간쑤성                                | 8.0 Ms        | 22,000       | |
| 1902-08-22      | 1902년 튀르케스탄 지진    | 북위 40° 00′ 동경 77° 00′ / 북위 40.0° 동경 77.0°                | 신장 위구르 자치구                    | 7.7 Mw        | 2,500-20,000 | |
| 1906-12-22      | 1906년 마나쓰 지진        | 북위 44° 18′ 동경 85° 36′ / 북위 44.3° 동경 85.6°                | 신장 위구르 자치구                    | 8.0 Mw        | 280          | |
| 1912-12-21      | 1913년 어산 지진          | 북위 24° 16′ 동경 102° 50′ / 북위 24.26° 동경 102.83°            | 어산, 윈난성                          | 6.8 Mw        | 942+         | |
| 1918-02-13      | 1918년 난아오 대지진      | 북위 23° 32′ 동경 117° 14′ / 북위 23.54° 동경 117.24°            | 산터우시, 광둥성                      | 7.2 Mw        | 1,000+       | |
| 1920-12-16      | 하이위안 지진             | 북위 36° 30′ 동경 105° 42′ / 북위 36.50° 동경 105.70°            | 하이위안현, 닝샤 후이족 자치구        | 7.8 ML        | 265,000      | |
| 1923-03-24      | 1923년 런다 지진          | 북위 31° 17′ 42″ 동경 100° 45′ 00″ / 북위 31.295° 동경 100.750°  | 루훠현, 쓰촨성                        | 7.0 Ms        | 4,800        | |
| 1925-03-16      | 1925년 다리 지진          | 북위 25° 42′ 동경 100° 24′ / 북위 25.7° 동경 100.4°              | 다리, 윈난성                          | 7.0 Ms        | 5,000        | |
| 1927-05-23      | 구랑 지진                 | 북위 37° 23′ 동경 102° 19′ / 북위 37.39° 동경 102.31°            | 구랑현, 간쑤성                        | 7.6 Mw        | 40,900       | |
| 1931-08-10      | 1931년 푸윈 지진          | 북위 47° 06′ 동경 89° 48′ / 북위 47.1° 동경 89.8°                | 푸윈현, 신장 위구르 자치구            | 8.0 Mw        | 10,000       | |
| 1932-12-25      | 창마 지진                 | 북위 39° 42′ 동경 96° 42′ / 북위 39.7° 동경 96.7°                | 간쑤성                                | 7.6 Ms        | 275          | |
| 1933-08-25      | 1933년 뎨시 지진          | 북위 32° 00′ 동경 103° 42′ / 북위 32.0° 동경 103.7°              | 마오현, 쓰촨성                        | 7.5 MS        | 9,000        | |
| 1937-07-31      | 허쩌 대지진               | 북위 35° 16′ 08″ 동경 115° 11′ 24″ / 북위 35.269° 동경 115.190°  | Mudan District, 산둥성                | 6.9 MS        | 3,252+       | |
| 1950-08-15      | 1950년 아삼-티베트 지진   | 북위 28° 22′ 동경 96° 27′ / 북위 28.36° 동경 96.45°              | Zayü County, 티베트                   | 8.6 Mw        | 4,000        | 중국에서 기록된 가장 큰 지진 사건이자 육지에서 알려진 가장 큰 지진 사건. 중국 주장 영토에서 3,300명 사망             |
| 1952-08-18      | 1952년 당슝 지진          | 북위 30° 38′ 53″ 동경 91° 36′ 4″ / 북위 30.64806° 동경 91.60111° | 당슝현, 티베트                        | 7.5 Mw        | 54           | |
| 1955-04-14      | 1955년 저둬탕 지진        | 북위 31° 17′ 42″ 동경 100° 45′ 00″ / 북위 31.295° 동경 100.750°  | 쓰촨성                                | 7.1 Mw        |              | |
| 1955-09-23      | 유자 지진                 | 북위 26° 36′ 동경 101° 48′ / 북위 26.60° 동경 101.80°            | 윈난성                                | 6.8 MS        | 728          | |
| 1966-03-08      | 싱타이 지진               | 북위 37° 04′ 동경 114° 29′  / 북위 37.067° 동경 114.483°         | 허베이성                              | 6.8 Mw        | 8,064        | |
| 1969-07-26      | 1969년 양장 지진          | 북위 21° 37′ 동경 111° 50′ / 북위 21.61° 동경 111.83°            | 양장시, 광둥성                        | 6.4 Mw        | 3,000        | |
| 1970-01-04      | 1970년 퉁하이 지진        | 북위 24° 11′ 동경 102° 32′ / 북위 24.19° 동경 102.54°            | 퉁하이현, 윈난성                      | 7.1 Mw        | 15,621       | |
| 1973-02-06      | 1973년 루훠 지진          | 북위 31° 23′ 53″ 동경 100° 34′ 52″ / 북위 31.398° 동경 100.581°  | 루훠현, 쓰촨성                        | 7.5 MS        | 2,175        | |
| 1974-05-10      | 다관 지진                 | 북위 28° 12′ 동경 104° 00′ / 북위 28.2° 동경 104.0°              | 자오퉁시, 윈난성                      | 6.8           | 20,000       | |
| 1975-02-04      | 1975년 하이청 지진        | 북위 40° 40′ 동경 122° 41′ / 북위 40.66° 동경 122.68°            | 하이청, 랴오닝성                      | 7.4 Mw        | 2,041        | 역사상 성공적으로 예측된 몇 안 되는 지진 중 하나                                                                     |
| 1976-05-29      | 1976년 룽링 지진          | 북위 24° 29′ 동경 98° 58′ / 북위 24.49° 동경 98.96°              | 윈난성                                | 6.9 MS 7.0 MS | 98           | 이중지진 |
| 1976-07-27      | 1976년 탕산 대지진        | 북위 39° 38′ 동경 118° 06′ / 북위 39.63° 동경 118.10°            | 탕산시, 허베이성                      | 7.5 Mw        | 300,000+     | 중국 역사상 가장 치명적인 지진. 중국 재해 사망자수 순위 상위권.                                                      |
| 1976-08-16      | 1976년 쑹판-핑우 지진     | 북위 32° 41′ 동경 104° 12′ / 북위 32.69° 동경 104.2°             | 쓰촨성                                | 7.2 MS        | 41           | 군발지진 |
| 1981-01-23      | 1981년 다오푸 지진        | 북위 30° 56′ 동경 101° 06′ / 북위 30.93° 동경 101.10°            | 쓰촨성                                | 6.8 ML        | 150          | |
| 1988-11-06      | 1988년 란창-겅마 지진     | 북위 22° 47′ 20″ 동경 99° 36′ 40″ / 북위 22.789° 동경 99.611°    | 윈난성                                | 7.6 Ms 7.2 Ms | 939          | 미얀마 샨주 국경 근처에서 발생. 이중지진                                                                             |
| 1990-04-26      | 1990년 궁허 지진          | 북위 35° 59′ 10″ 동경 100° 14′ 42″ / 북위 35.986° 동경 100.245°  | 칭하이성                              | 7.0 MS        | 126          | |
| 1996-02-03      | 1996년 리장 지진          | 북위 27° 18′ 동경 100° 17′ / 북위 27.30° 동경 100.29°            | 윈난성                                | 7.0 MS        | 309          | |
| 2000-01-14      | 2000년 야오안 지진        | 북위 25° 37′ 동경 101° 04′ / 북위 25.61° 동경 101.06°            | 윈난성                                | 5.9 Mw        | 7            | |
| 2001-02-23      | 2001년 쓰촨성 지진        | 북위 29° 30′ 47″ 동경 101° 07′ 44″ / 북위 29.513° 동경 101.129°  | 쓰촨성                                | 5.6 Mw        | 3            | |
| 2001-11-14      | 2001년 쿤룬산맥 서부 지진 | 북위 36° 07′ 동경 90° 32′ / 북위 36.12° 동경 90.54°              | 칭하이성                              | 7.8 Mw        | 0            | |
| 2003-02-24      | 가스-마랄베시 지진        | 북위 39° 37′ 동경 77° 14′ / 북위 39.61° 동경 77.24°              | 마랄베시 (바추)현, 신장 위구르 자치구 | 6.3 Mw        | 261          | |
| 2003-12-01      | 2003년 자오쑤 지진        | 북위 42° 54′ 18″ 동경 80° 30′ 54″ / 북위 42.905° 동경 80.515°    | 자오쑤현, 신장 위구르 자치구          | 6.0 Mw        | 10           | |
| 2005-11-26      | 2005년 차이쌍 지진        | 북위 29° 39′ 25″ 동경 115° 43′ 01″ / 북위 29.657° 동경 115.717°  | 뤼창시, 장시성                        | 5.2 Mw        | 14           | |
| 2006-07-22      | 2006년 옌진 지진          | 북위 27° 59′ 31″ 동경 104° 12′ 54″ / 북위 27.992° 동경 104.215°  | 윈난성                                | 5.2 Mw        | 22           | 보통의 피해 |
| 2008-05-12      | 2008년 쓰촨 대지진        | 북위 31° 01′ 16″ 동경 103° 22′ 01″ / 북위 31.021° 동경 103.367°  | 원촨현, 쓰촨성                        | 7.9 Mw        | 87,587       | 역사상 18번째로 치명적인 지진                                                                                        |
| 2008-08-21      | 2008년 더훙 지진          | 북위 24° 54′ 동경 97° 48′ / 북위 24.9° 동경 97.8°                | 윈난성                                | 6.0Mw         | 5            | |
| 2008-08-30      | 2008년 판즈화 지진        | 북위 26° 12′ 동경 101° 54′ / 북위 26.2° 동경 101.9°              | 쓰촨성                                | 5.7 Mw        | 41           | |
| 2008-10-06      | 2008년 당슝 지진          | 북위 29° 27′ 00″ 동경 90° 11′ 13″ / 북위 29.45° 동경 90.187°     | 당슝현, 티베트                        | 6.4 Mw        | 10           | |
| 2010-04-14      | 2010년 위수 지진          | 북위 33° 18′ 동경 96° 42′ / 북위 33.3° 동경 96.7°                | 위수, 칭하이성                        | 6.9 Mw        | 2,698        | 270명 실종 |
| 2011-03-10      | 2011년 잉장 지진          | 북위 24° 42′ 36″ 동경 97° 59′ 38″ / 북위 24.710° 동경 97.994°    | 윈난성                                | 5.4 Mw        | 26           | |
| 2012-09-07      | 2012년 이랑 지진          | 북위 27° 34′ 55″ 동경 103° 59′ 24″ / 북위 27.582° 동경 103.990°  | 이량현, 윈난성                        | 5.6 Mw        | 81           | |
| 2013-03-03      | 2013년 윈난성 지진        | 북위 25° 55′ 08″ 동경 99° 43′ 30″ / 북위 25.919° 동경 99.725°    | 다리, 윈난성                          | 5.5 Mw        | 0            | 주택 2,500채 피해 |
| 2013-04-20      | 2013년 야안 지진          | 북위 30° 17′ 02″ 동경 102° 57′ 22″ / 북위 30.284° 동경 102.956°  | 루산현, 쓰촨성                        | 6.9 Mw        | 193          | 24명 실종 |
| 2013-07-22      | 2013년 간쑤성 지진        | 북위 34° 30′ 동경 104° 12′ / 북위 34.5° 동경 104.2°              | 민현, 간쑤성                          | 5.9 Mw        | 95           | CENC에 따르면 규모 M(s)6.6.                                                                                          |
| 2013-08-31      | 2013년 윈난성 지진        | 북위 28° 13′ 12″ 동경 99° 20′ 35″ / 북위 28.220° 동경 99.343°    | 더첸, 윈난성                          | 5.8 Mw        | 5            | |
| 2014-05-24      | 2014년 잉장 지진          | 북위 25° 00′ 동경 97° 48′ / 북위 25.0° 동경 97.8°                | 잉장현, 윈난                          | 5.6 Mw        | 0            | 주택 9,412채 파괴.                                                                                                   |
| 2014-08-03      | 2014년 루뎬현 지진        | 북위 27° 14′ 42″ 동경 103° 25′ 37″ / 북위 27.245° 동경 103.427°  | 루뎬현, 윈난                          | 6.1 Mw        | 617          | 112명 실종 |
| 2017-08-08      | 2017년 주자이거우 지진    | 북위 33° 12′ 동경 103° 49′ / 북위 33.20° 동경 103.82°            | 주자이거우현, 쓰촨성                  | 6.5 Mw        | 25           | 산사태 |
| 2019-06-17      | 2019년 이빈 지진          | 북위 28° 24′ 18″ 동경 104° 57′ 25″ / 북위 28.405° 동경 104.957°  | 창닝현, 쓰촨성                        | 5.8 Mw        | 13           | 20,000채 주택 피해                                                                                                   |
| 2020-01-19      | 2020년 카슈가르 지진      | 북위 39° 50′ 06″ 동경 77° 06′ 29″ / 북위 39.835° 동경 77.108°    | 가스현, 신장 위구르 자치구            | 6.0 Mw        | 1            | 2명 부상, 1,000채 주택 피해                                                                                          |
| 2020-05-18      | 2020년 차오자 지진        | 북위 27° 15′ 58″ 동경 103° 17′ 17″ / 북위 27.266° 동경 103.288°  | 차오자현, 윈난성                      | 5.1 Mw        | 4            | 24명 부상, 광범위한 피해                                                                                             |
| 2021-05-21      | 2021년 양비 지진          | 북위 25° 45′ 40″ 동경 100° 00′ 29″ / 북위 25.761° 동경 100.008°  | 다리, 윈난성                          | 6.1 Mw        | 3            | 32명 부상, 12,882채 주택 피해                                                                                        |
| 2021-05-22      | 2021년 마둬 지진          | 북위 34° 35′ 10″ 동경 98° 15′ 18″ / 북위 34.586° 동경 98.255°    | 마둬, 칭하이성                        | 7.3 Mw        | 20           | 19명 부상 (공식), 20명 사망 300명 부상 (비공식)                                                                      |
| 2021-08-16      | 2021년 루현 지진          | 북위 29° 11′ 38″ 동경 105° 22′ 26″ / 북위 29.194° 동경 105.374°  | 루, 쓰촨성                            | 5.4 Mw        | 3            | 146명 부상, 6만명 대피                                                                                               |
| 2022-01-07      | 2022년 칭하이성 지진      | 북위 37° 48′ 40″ 동경 101° 16′ 30″ / 북위 37.811° 동경 101.275°  | 먼위안, 칭하이성                      | 6.6 Mw        | 0            | 제한적 피해, 9명 부상                                                                                                |
| 2022-06-01      | 2022년 야안 지진          | 북위 30° 24′ 58″ 동경 102° 59′ 20″ / 북위 30.416° 동경 102.989°  | 루산현, 쓰촨성                        | 5.9 Mw        | 4            | |
| 2022-09-05      | 2022년 루딩 지진          | 북위 29° 43′ 34″ 동경 102° 16′ 44″ / 북위 29.726° 동경 102.279°  | 캉딩시, 쓰촨성                        | 6.6 Mw        | 93           | 30명 실종, 423명 부상                                                                                                |
| 2023-12-18      | 2023년 지스산 지진        | 북위 35° 44′ 35″ 동경 102° 49′ 37″ / 북위 35.743° 동경 102.827°  | 지스산, 간쑤성                        | 5.9 Mw        | 151          | 982명 부상 |
| 2024-01-22      | 2024년 우스 지진          | 북위 41° 16′ 08″ 동경 78° 38′ 56″ / 북위 41.269° 동경 78.649°    | 우스현, 신장 위구르 자치구            | 7.0 Mw        | 3            | 74명 부상 |
| 2025-01-07      | 2025년 티베트 지진        | 북위 28° 38′ 20″ 동경 87° 21′ 40″ / 북위 28.639° 동경 87.361°    | 딩르현, 르카쩌시                      | 7.1 Mw        | 126          | 351명 부상 |

ML  = 릭터 규모 

Mw  = 모멘트 규모 

mb  = 실체파 규모 

Ms  = 표면파 규모

## 같이 보기
- 사망자수 순 중국의 자연재해 목록
- 중국의 지질
- 쓰촨성의 지진 목록
- 대만의 지진 목록
- 윈난성의 지진 목록